# Genom
U biologiji, genom nekog organizma jest njegov ukupni genetski materijal, tj. svi njegovi nasljedni podatci kodirani u DNK (kod nekih virusa u RNK). Time su obuhvaćeni kako geni tako i ne-kodirajuće sekvence DNK. Izraz je 1920. godine skovao profesor botanike Hans Winkler kao složenicu riječi gen i kromosom.
Organizmi često imaju čitav set kromosoma prisutan u dvije kopije (diploidi) što uključuje većinu životinja i čovjeka. Kod mnogih biljaka i nekih životinja je set kromosoma prisutan u više kopija (poliploidi: triploidi, tetraploidi....). U diploidnom organizmu koji se razmnožava spolnim putem, spolna stanica (gameta) ima polovicu kromosoma normalne tjelesne stanice; spolna stanica je haploidna, a genom je definiran kao skup svih kromosoma u spolnoj stanici. Neki diploidni organizmi, primjerice kvasac ili niže biljke, mogu provesti znatan dio životnog ciklusa kao haploidi (v. gametofit).
S druge strane, u trajno haploidnim organizmima (bakterije, arheje), u staničnim organelima (mitohondriji, kloroplasti) i u virusima, genom je jednostavnije definirati - sastoji se od jedinog seta kromosoma, linearnih ili kružnih lanaca DNK (iznimno RNK kod nekih virusa).
Riječ genom se može odnositi specifično na DNK u jezgri stanice ("nuklearni genom"), ali se može odnositi i na genom organela koji sadrže vlastitu DNK ("mithodondrijski genom", "kloroplastni genom"). Dodatno, genom može obuhvaćati i ne-kromosomske genetičke elemente - viruse, plazmide i transpozone.
Kada se kaže da je sekvenciran genom organizma koji se spolno razmnožava, tipično se podrazumijeva da je određena sekvenca jednog haploidnog seta autosoma (ne-spolnih kromosoma, čovjek ih ima 22), i po jedan od svakog tipa spolnih kromosoma (kod čovjeka, "X" i "Y"), što zajedno opisuje genome oba spola. Pojam "genomske sekvence" može obuhvaćati mozaik podataka prikupljenih iz kromosoma različitih pojedinaca, pa je time ova sekvenca predstavnik genetskog materijala dane vrste.
Proučavanje općih svojstava genoma, njihove evolucije i veze s fenotipom se naziva genomika, te se time razlikuje od genetike koja načelno izučava svojstva jednog gena ili grupe gena.
Veličina genoma može se izraziti kroz broj nukleotida u genomu ili kroz broj gena. Obje veličine snažno variraju između vrsta, a međusobno su vrlo slabo povezane, što zovemo "paradoks C-vrijednosti" - složeniji organizmi ne moraju imati više DNA ili više gena. Trenutno, genom s najvećim brojem gena pripada praživotinji Trichomonas vaginalis sa 60000 gena, gotovo tri puta više od ljudskog genoma. U drugoj krajnosti stoje vrlo mali genomi bakterije Mycoplasma genitalium (521 gen) i arheje Nanoarchaeon equitans (536 gena).
Za predodžbu, usporedimo ljudski genom, pohranjen na DNK, s knjigama pohranjenim u biblioteci.
- Knjižnica bi sadržavala 46 knjiga (kromosoma).
- Knjige imaju između 440 i 3340 stranica (gena)
- ...što iznosi 48-250 milijuna slova (nukleotidi: A,G,C,T) u svakoj knjizi.
- Dakle, knjižnica ukupno sadrži više od 6 milijardi slova...
- ...i stane u jezgru stanice koja je velika kao vrh igle.
- Kopija svih 46 knjiga iz knjižnica je pohranjena u gotovo svakoj stanici našeg tijela.